# Herman D. Gould
Herman Day Gould (* 16. Januar 1799 in Sharon, Connecticut; † 26. Januar 1852 in Delhi, New York) war ein US-amerikanischer Politiker. Zwischen 1849 und 1851 vertrat er den Bundesstaat New York im US-Repräsentantenhaus.

## Werdegang
Herman Day Gould wurde kurz vor dem Ende des 18. Jahrhunderts in Sharon geboren. Er verfolgte eine akademische Laufbahn. Gould ging kaufmännischen Geschäften nach. Zwischen 1839 und 1849 war er Präsident der Delhi National Bank. Er kandidierte im Jahr 1840 erfolglos für einen Sitz im 27. Kongress sowie im Jahr 1844 für den 29. Kongress. Politisch gehörte er der Whig Party an. Bei den Kongresswahlen des Jahres 1848 für den 31. Kongress wurde Gould im zehnten Wahlbezirk von New York in das US-Repräsentantenhaus in Washington, D.C. gewählt, wo er am 4. März 1849 die Nachfolge von Eliakim Sherrill antrat. Da er auf eine erneute Kandidatur im Jahr 1850 verzichtete, schied er nach dem 3. März 1851 aus dem Kongress aus. Danach ging er in Delhi seinen Geschäften nach. Er verstarb dort am 26. Januar 1852 und wurde dann auf dem Woodland Cemetery beigesetzt.